# John Stanmeyer
John Stanmeyer (Illinois, marzo 1964 (55)) è un fotoreporter statunitense. È principalmente conosciuto per le sue collaborazioni con TIME Magazine ed il National Geographic.

## Biografia
La sua carriera è iniziata a Tampa, in Florida dove ha iniziato a lavorare per il Tampa Tribune come corrispondente per vari paesi in Africa, Europe ed India. In seguito, Stanmeyer preferì continuare a lavorare come freelance in eventi politici e legati ai diritti umani in Asia e Medio Oriente.
È anche uno dei fondatori dell'agenzia VII Photo Agency ed ha collaborato con la moglie Anastasia nella realizzazione di un libro fotografico sull'AIDS in Asia. Nel corso della sua carriera Stanmeyer ha ricevuto numerosi riconoscimenti fra cui nel 2008 il National Magazine Award per il fotogiornalismo e nel 2013 il World Press Photo of the Year.